# 셀레늄화구리인듐갈륨
구리-인듐-갈륨-셀레나이드(Copper indium gallium selenide, CIGS) 또는 구리-인듐-갈륨-셀레늄화물(셀레늄화구리인듐갈륨)은 구리, 인듐, 갈륨 및 셀레늄으로 구성된 I-III-VI2 반도체 소재이다. 이 소재는 구리-인듐-셀레나이드(종종 "CIS"로 약칭 됨) 및 구리-갈륨-셀레나이드의 고용체이다. 이 셀레늄화물(Selenide)인 화합물은 친환경적인 전기 생산기술과 매우 관련있는 것으로 알려져있다.  한편 생화학적인 물질대사의 효소와 관련해서 셀레늄화물(셀레나이드)은 ATP 과정에서 물과 함께 중요한 역할을 하는 셀레노아미노산 대사작용(selenoamino acid metabolism)의 화학반응 촉매 효소에 관여하는 것으로 알려져있다.

## 추가 화합물
- 황-CIGS  :  빛과 전기 생산에 관여할 수 있는 광전소재
- 주석-셀레늄화물 : 열과 전기 생산에 관여할 수 있는 열전 소재 화합물

## 같이 보기
- CZTS(Copper zinc tin sulfide)